# Пащенки (Решетиловский район)
Пащенки (укр. Пащенки) — село,
Пащенковский сельский совет,
Решетиловский район,
Полтавская область,
Украина.
Код КОАТУУ — 5324283101. Население по переписи 2001 года составляло 453 человека.
Является административным центром Пащенковского сельского совета, в который, кроме того, входят сёла
Гольмановка,
Паськовка и
Яценки.

## Географическое положение
Село Пащенки находится в 5-и км от левого берега реки Говтва,
в 1,5 км от села Яценки.
По селу протекает пересыхающий ручей с запрудой.
Рядом проходит автомобильная дорога Р-52.

## Экономика
- Молочно-товарная ферма.
- АФ «Пащенки».
- ООО «Украина».

## Объекты социальной сферы
- Школа І—ІІ ст.

## Галерея

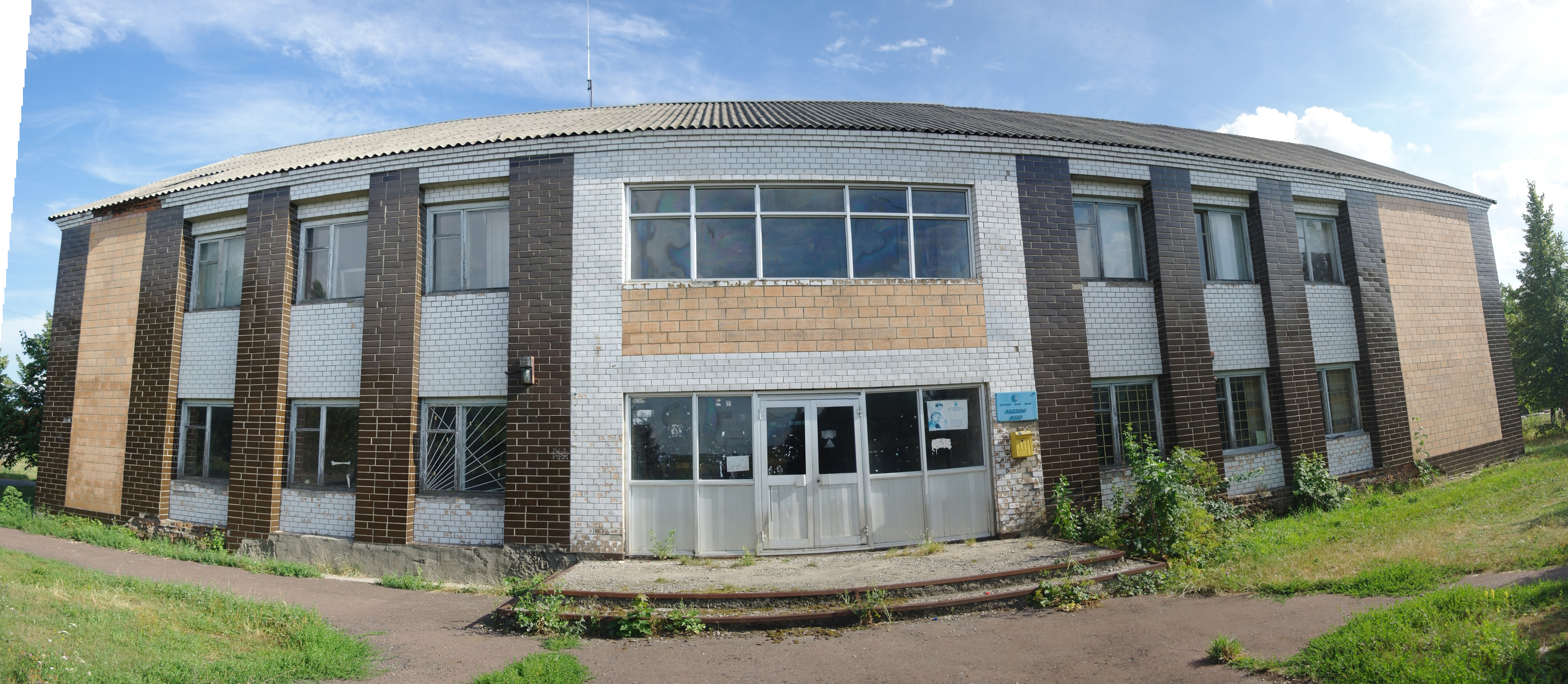
Почта
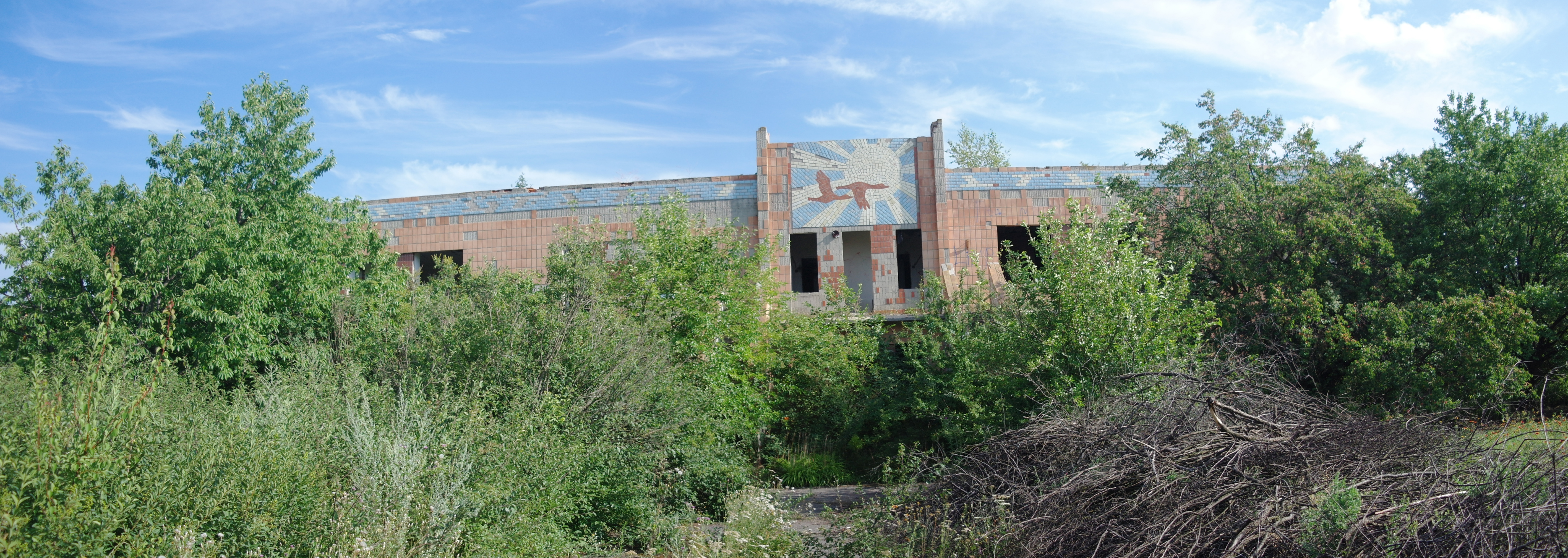
Бывший детский сад
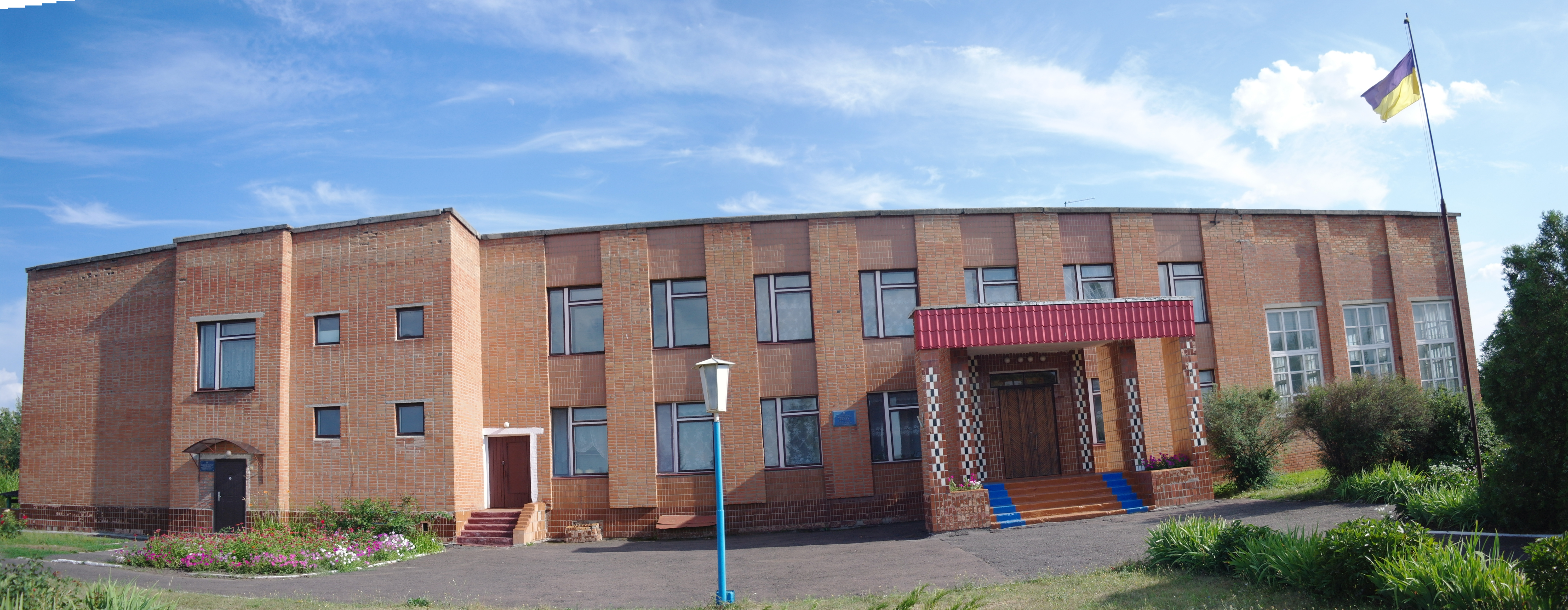
Школа
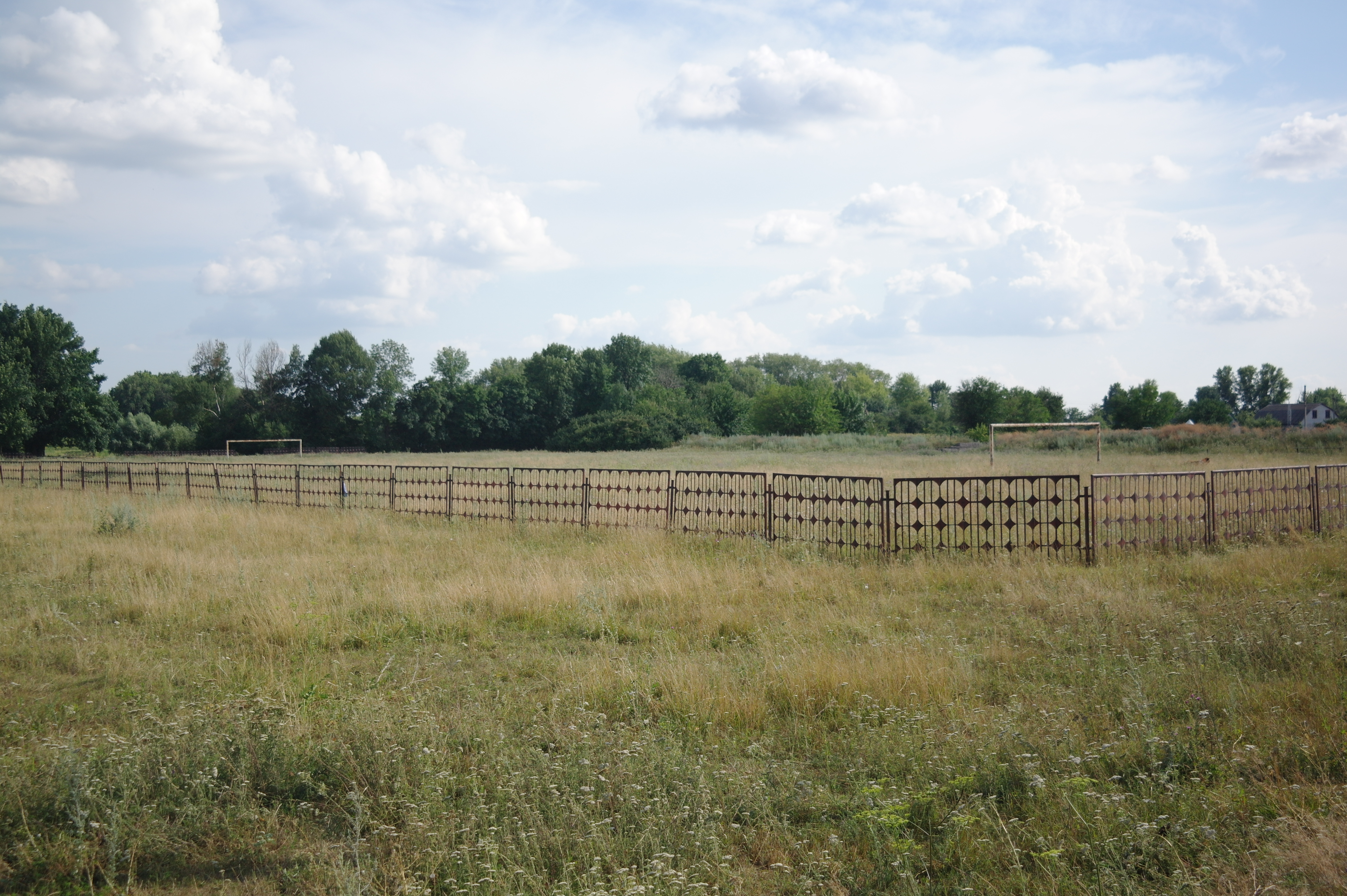
Стадион
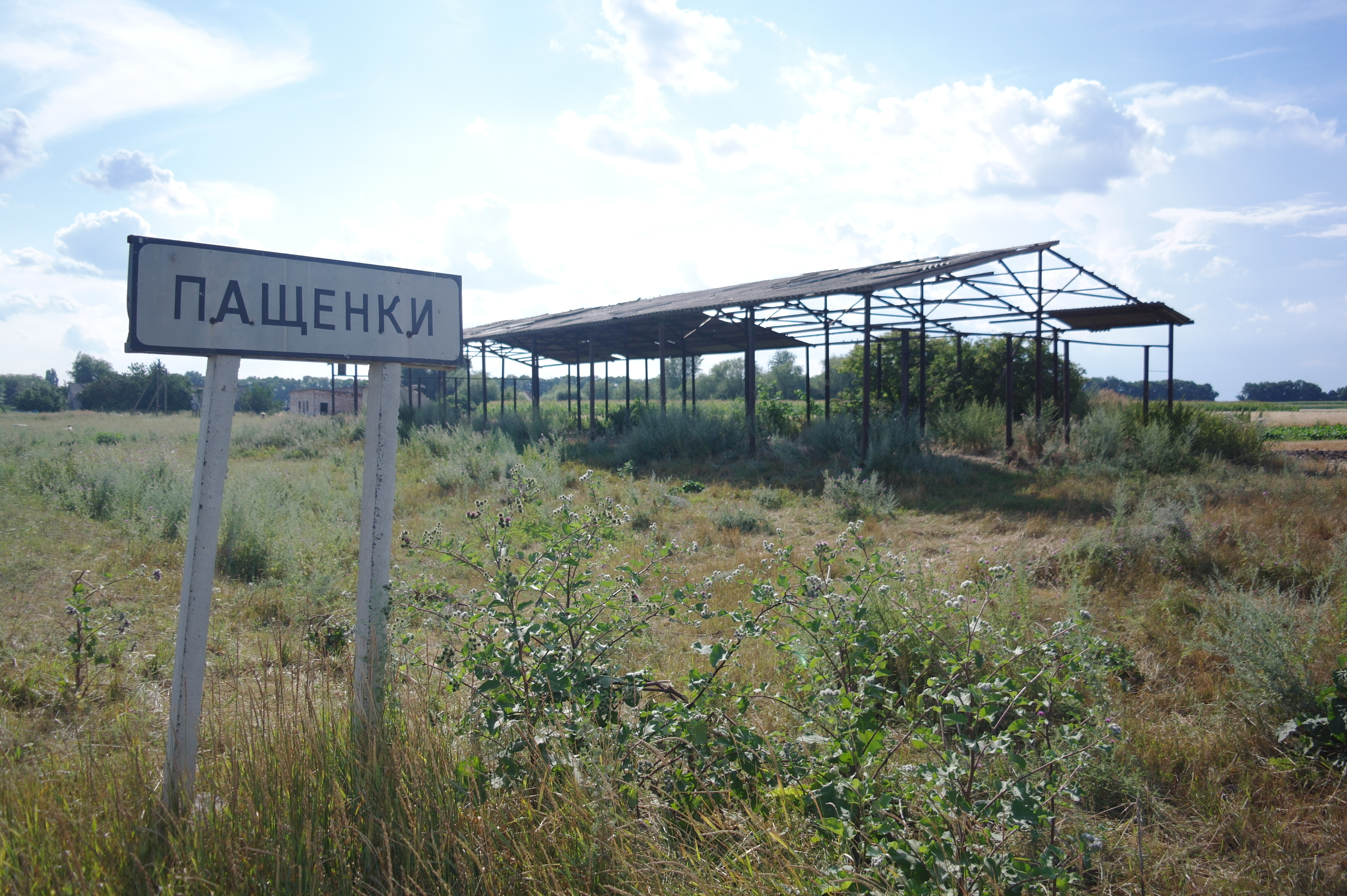
Восточный въезд в село
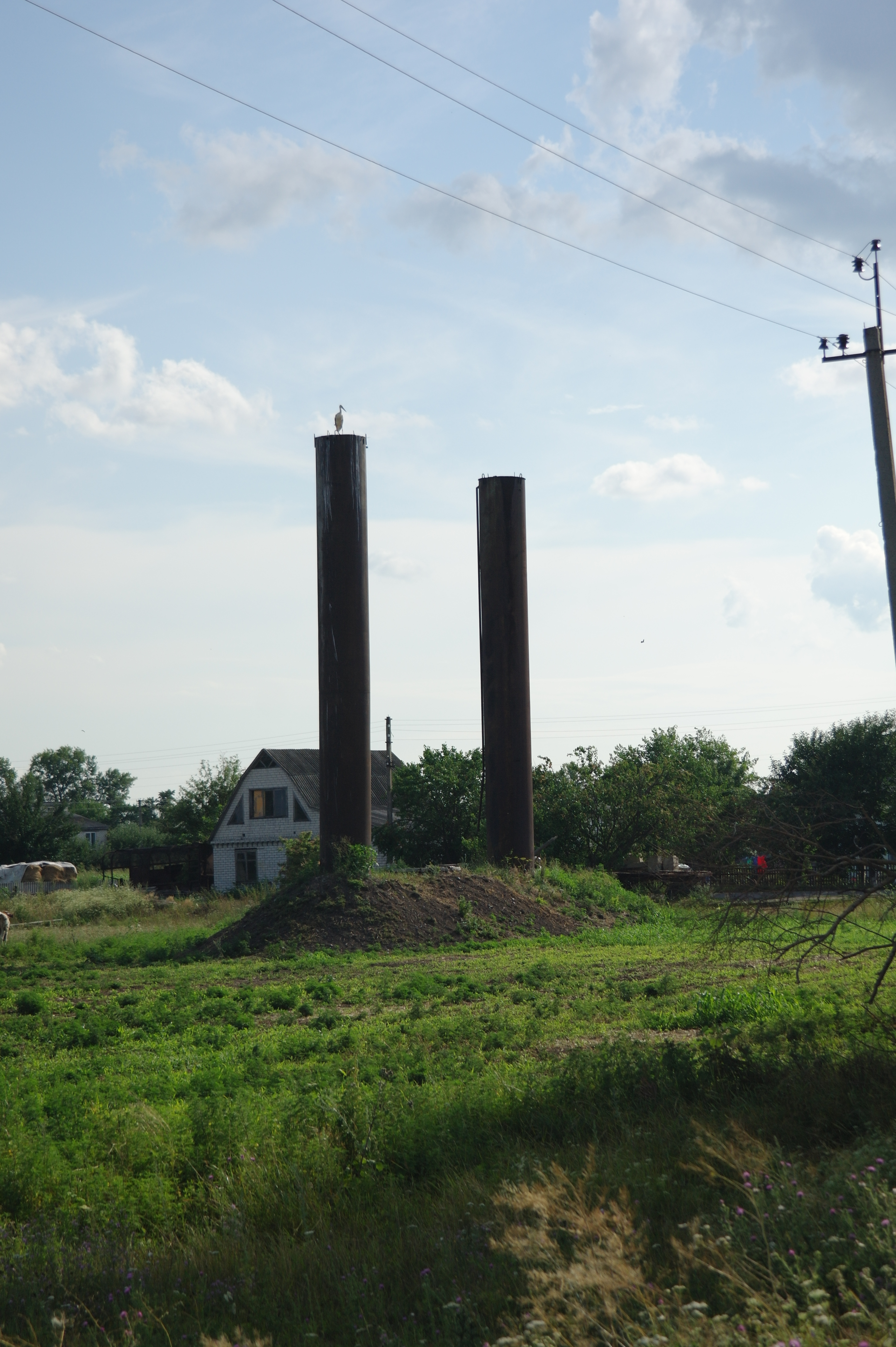
Водонапорные башни
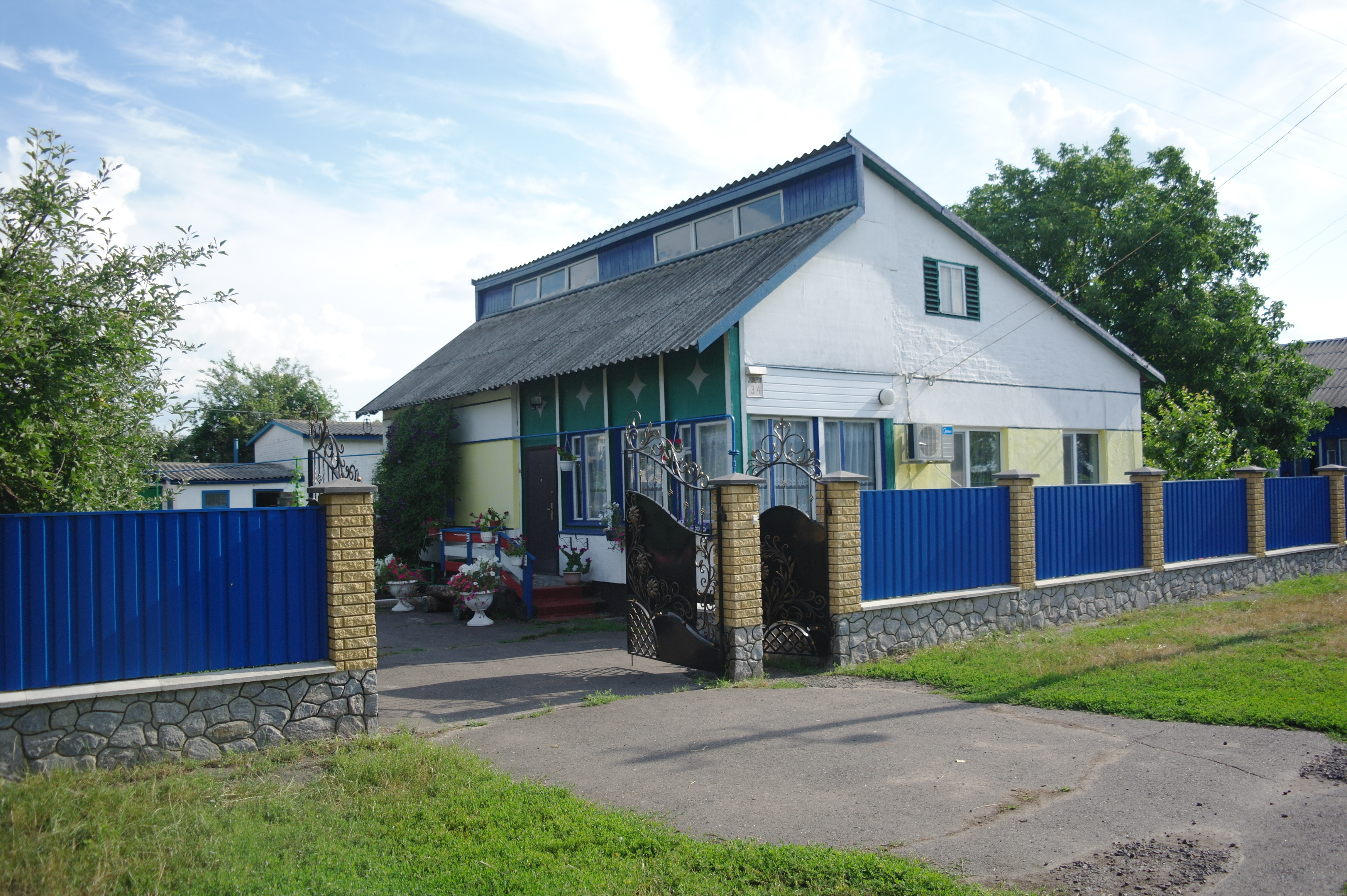
Типичный дом Пащенок, не типичный для большинства сёл в окрестностях
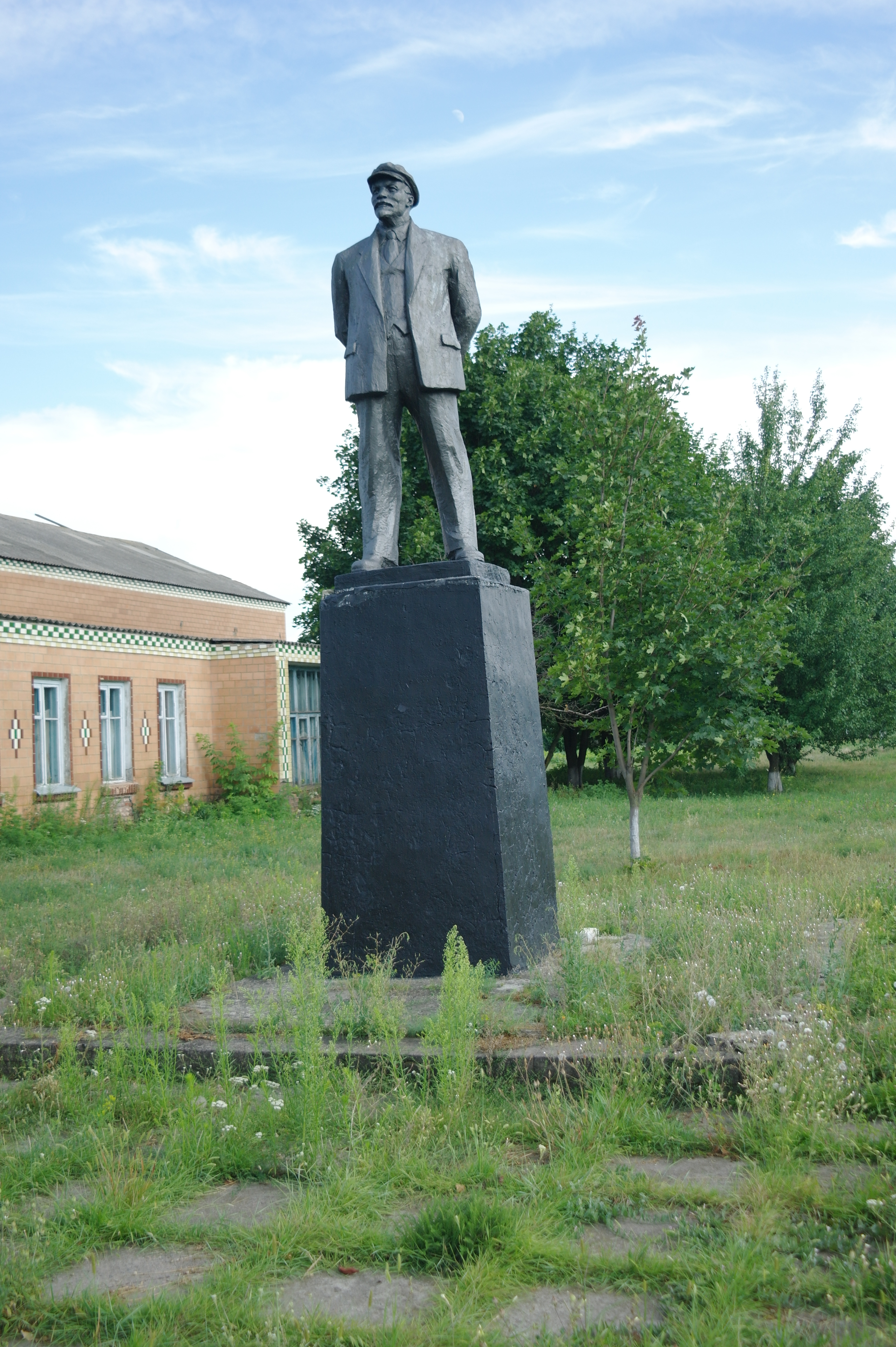
Памятник Ленину
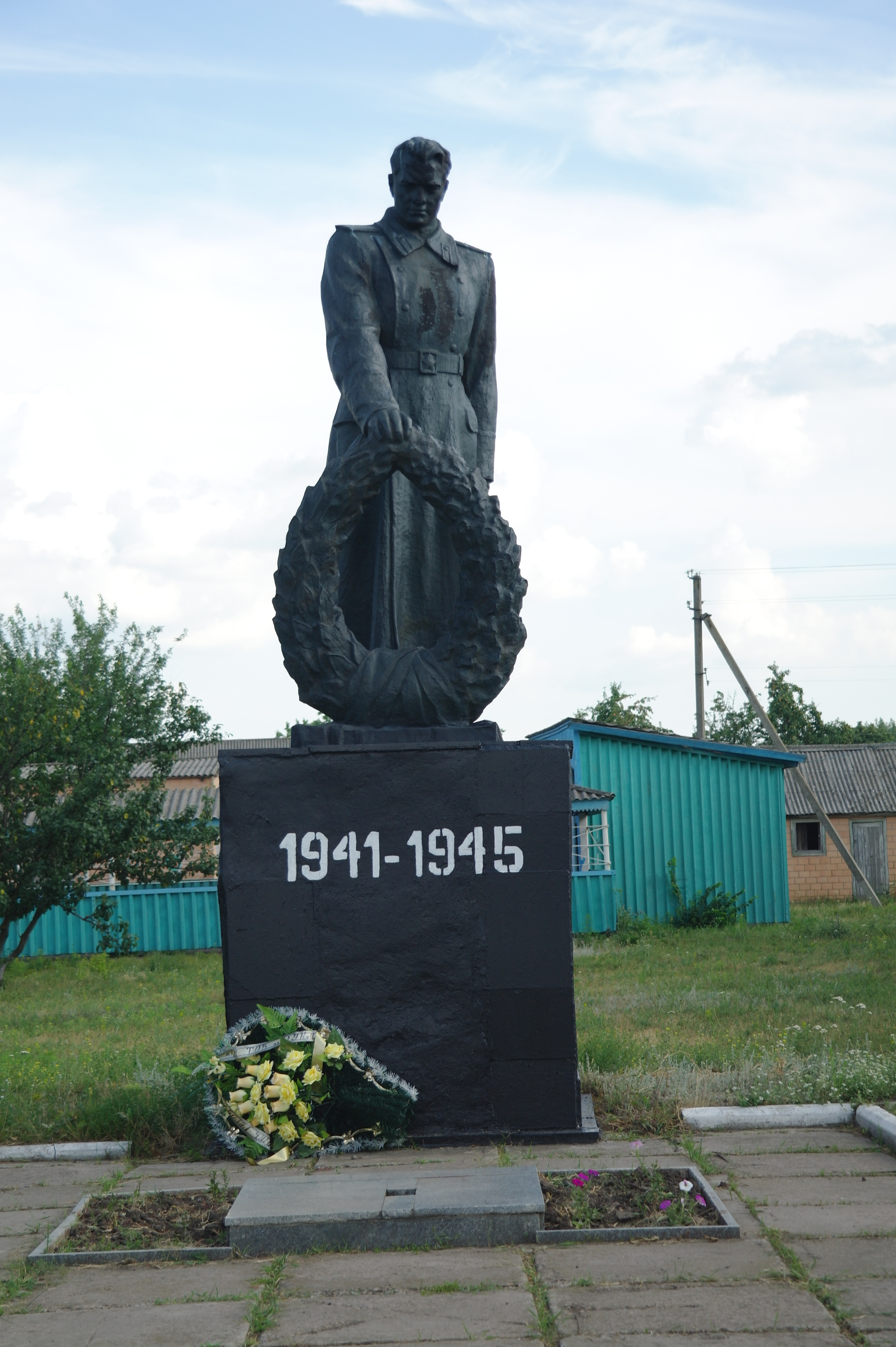
Мемориал памяти
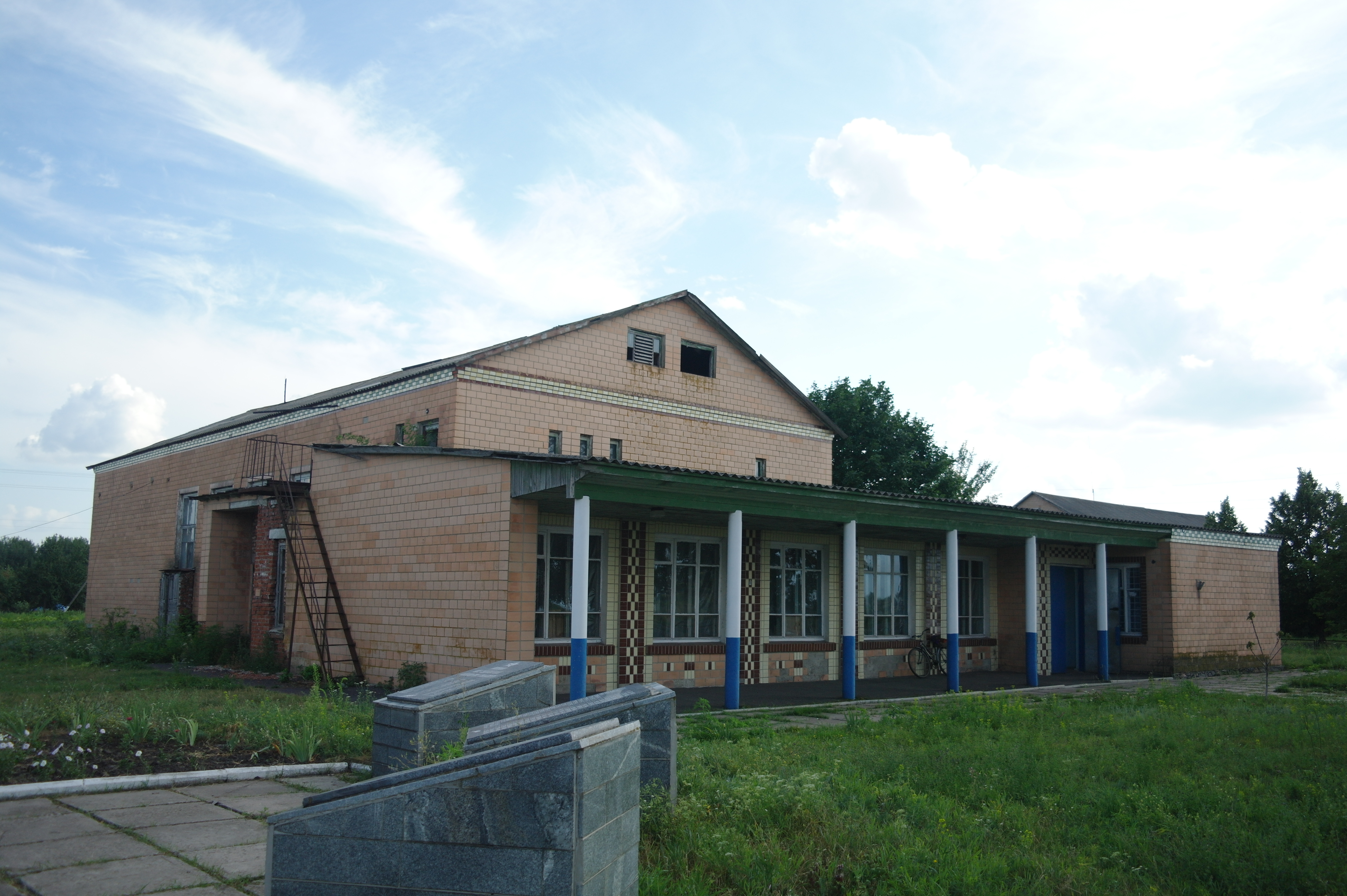
Клуб
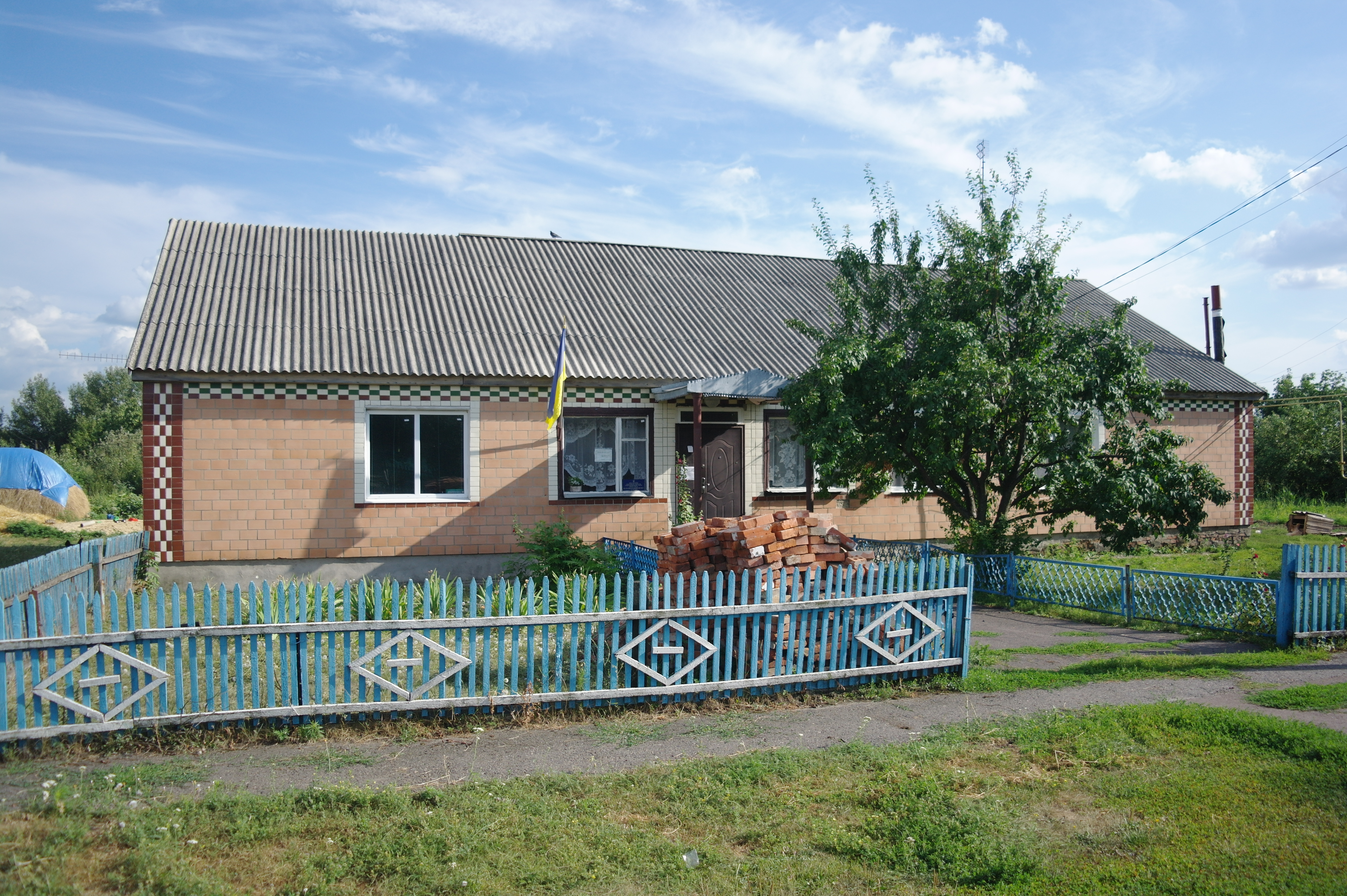
Сельская рада
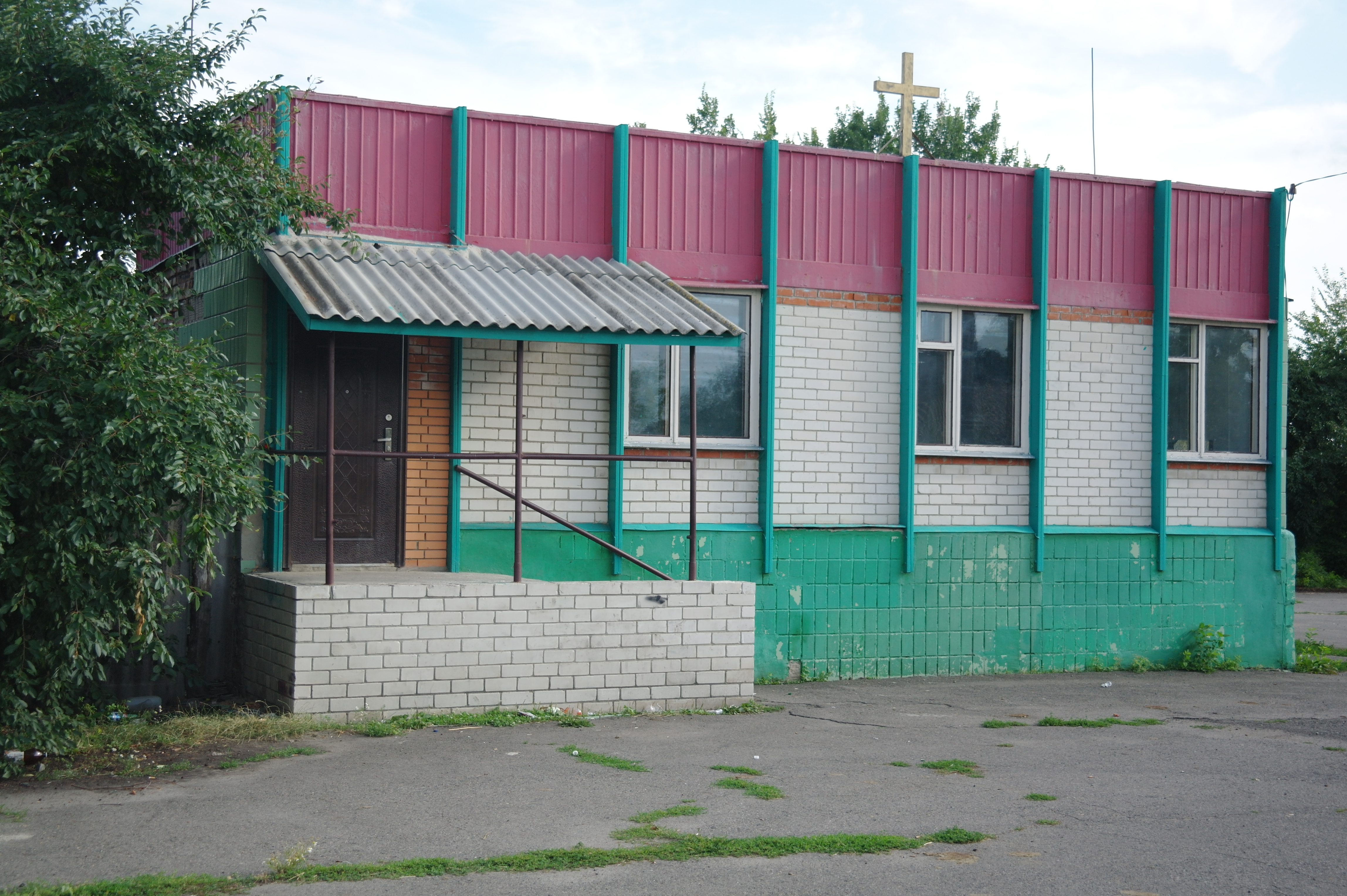
"Другая" церковь, как её называют жители села
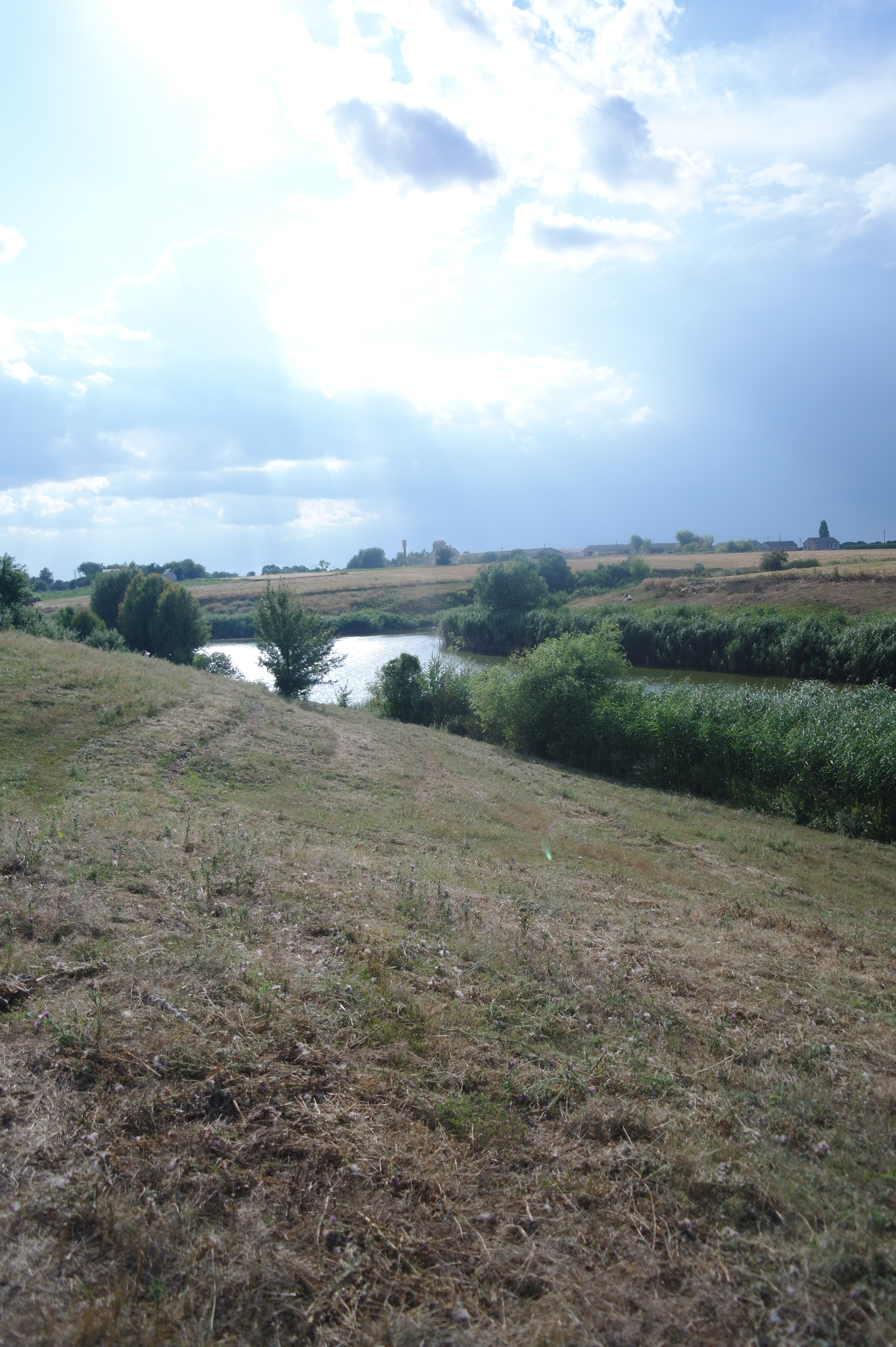
Пруд